# Großeutersdorf
Grosseutersdorf est une commune allemande de l'arrondissement de Saale-Holzland, Land de Thuringe.

## Géographie
Großeutersdorf se situe le long de la Saale.
|            | Bibra          | Kahla           |
| Eichenberg | Großeutersdorf | Kleineutersdorf |
| Orlamünde  | Freienorla     |                 |

Großeutersdorf se trouve sur la Bundesautobahn 4 et la ligne de Großheringen à Saalfeld.

## Histoire
Großeutersdorf est mentionné pour la première fois en 876 sous le nom d'"Otherestorph".
Großeutersdorf est la scène d'une chasse aux sorcières entre 1684 et 1687. Un homme et une femme subissent un procès. On ignore la sentence, car on a perdu les actes.
Pendant la Seconde Guerre mondiale, la REIMAHG emploie des travailleurs forcés. 27 Polonais sont enterrés dans le cimetière du village.

## Source de la traduction
- (de) Cet article est partiellement ou en totalité issu de l’article de Wikipédia en allemand intitulé « Großeutersdorf » (voir la liste des auteurs).